# Vol Aeroflot 811
Le vol Aeroflot 811 était un vol intérieur soviétique, de passagers, régulier reliant Komsomolsk-sur-l'Amour à Blagovechtchensk qui entra en collision en vol le 24 août 1981 avec un bombardier stratégique Tupolev Tu-16K au-dessus du district de Zavitinsky dans l'oblast d'Amour, dans la république socialiste fédérative soviétique de Russie, en Union soviétique (maintenant la Russie). La collision entre l’Antonov An-24RV d'Aeroflot et le Tupolev Tu-16K se produisit à une altitude de 5 220 mètres (17 130 pieds), tuant 37 personnes réparties dans les deux appareils. La seule survivante, une passagère de l’Antonov An-24RV, Larisa Savitskaya, âgée de 20 ans fut secourue trois jours après l'accident.

## Contexte et collision
L’Antonov An-24RV avait quitté Komsomolsk-sur-Amour à 14 h 56 heure locale, avec un retard de quatre heures en raison des conditions météorologiques. L'équipage se composait du commandant Alexander Mirgorodsky, du copilote Valery Shevelev, du navigateur Fedosy Kryzhanovsky, de l’ingénieur de vol Nikolaï Dimitriyev et de l’hôtesse de l'air Galina Borisova. Parmi les passagers se trouvait un enfant. Larisa Savitskaya et son mari Vladimir étaient de retour de leur lune de miel.
Le régulateur de vol fut informé que l'espace aérien local serait traversé par des avions militaires à une altitude de 4200 à 4500 mètres (13800 à 14800 pieds). Le même jour, à 16 h 00 et à 16 h 01, heure locale, deux Tupolev Tu-16K quittèrent la base aérienne de Zavitinsk pour un vol de reconnaissance météorologique. À 16 h 21, heure locale, l'un d'eux (numéro de série 6203106) entra en collision avec l’Aeroflot An-24RV, à 70 km à l'est de la base aérienne de Zavitinsk. La collision se produisit alors que les conditions visuelles étaient bonnes, avec une visibilité de plus de 10 km. Larisa Savitskaya dormait à ce moment. Le Tu-16K scalpa le toit de l’An-24RV et sectionna les 2 ailes. La température à l'intérieur de la cabine de An-24RV chuta de 25 °C à −30 °C. Les deux avions se désintégrèrent et tombèrent sur de la taïga. Les fragments de l’Antonov An-24RV furent dispersés selon une direction sud-ouest, à 1020 m du point de collision, sur une zone de 2500m par 900 m. Le Tu-16K explosa après l'impact avec le sol, ses fragments furent dispersés à environ 2000 m du point de collision.
Savitskaya était consciente pendant la chute qui dura huit minutes. Elle survécut en partie parce que le fragment de 4 par 3 m de l'avion où elle se trouvait plana et atterrit dans une clairière marécageuse. Savitskaya poussa avec ses mains et ses pieds contre le siège, « espérant peut-être absorber le choc » selon ses propres mots. L'impact avec le sol, cependant, la rendit temporairement inconsciente. Elle subit une commotion cérébrale, eut un bras et des côtes cassés et des blessures de la colonne vertébrale.

## Enquête
L'enquête a conclu que le directeur des opérations en vol à la base aérienne de Zavitinsk n'avait pas utilisé le radar pour suivre le Tupolev, ce qui fut retenu comme la cause directe de l'accident. En outre, il y avait un manque de coordination entre les contrôles du trafic aérien civil et militaire locaux en raison de la réglementation de la circulation aérienne. Les procureurs militaires reportèrent la responsabilité de l'accident sur les pilotes des deux appareils.

## Conséquences
Les premiers rapports sur l'accident dans la presse soviétique furent censurés, disant que Savitskaya s’était écrasée dans un planeur fait maison. Savitskaya reçut l’ordre par le KGB de ne pas révéler l'accident au public. Elle parla ouvertement de l'accident, pour la première fois, le 11 janvier 2001 à Moscou. Savitskaya reçut 75 roubles soviétiques (20 $) de compensation par Aeroflot.